# Gréta Szakmáry
Gréta Szakmáry (* 31. Dezember 1991 in Nyíregyháza) ist eine ungarische Volleyball-Nationalspielerin.

## Karriere
Gréta Szakmáry begann im Alter von neun Jahren mit dem Volleyball. Nachdem sie die Sportart in ihrer Heimatstadt Nyíregyháza erlernt hatte, erhielt sie ihren ersten Profivertrag beim Gödöllő Röplabda Club. Ab 2006 spielte sie in der ungarischen Jugend-Nationalmannschaft und anschließend in der A-Nationalmannschaft. Mit Ungarn gewann die Außenangreiferin die Volleyball-Europaliga 2015. Anschließend wechselte sie zu Linamar Békéscsabai RSE. Mit dem Verein wurde sie in der Saison 2015/16 ungarische Meisterin und Pokalsiegerin. In der folgenden Saison gelang der Mannschaft in beiden Wettbewerben die Titelverteidigung. Außerdem spielte Békéscsabai RSE im Europapokal.
2017 wechselte Szakmáry zum SSC Palmberg Schwerin. Mit dem Verein gewann sie zu Saisonbeginn den VBL-Supercup. Am Ende des Jahres wurde sie als Ungarns Volleyballerin des Jahres ausgezeichnet. Im DVV-Pokal 2017/18 erreichte sie das Halbfinale. Danach wurde sie mit Schwerin deutsche Meisterin. 2018 folgte der nächste Sieg im Supercup. Anschließend gewann Schwerin das DVV-Pokalfinale gegen Stuttgart, während das Playoff-Finale gegen denselben Gegner verloren ging. Im DVV-Pokal 2019/20 kam Szakmáry  mit dem Verein ins Halbfinale. Als die Bundesliga-Saison kurz vor den Playoffs abgebrochen wurde, stand Schwerin auf dem ersten Tabellenplatz. Auch in der Saison 2020/21 spielte Szakmáry für Schwerin und gewann erneut den DVV-Pokal. Anschließend wechselte sie in die Türkei zu Aydın Büyükşehir Belediyespor und 2022 nach Italien zu Cuneo Volley.